# Nanette Fabray

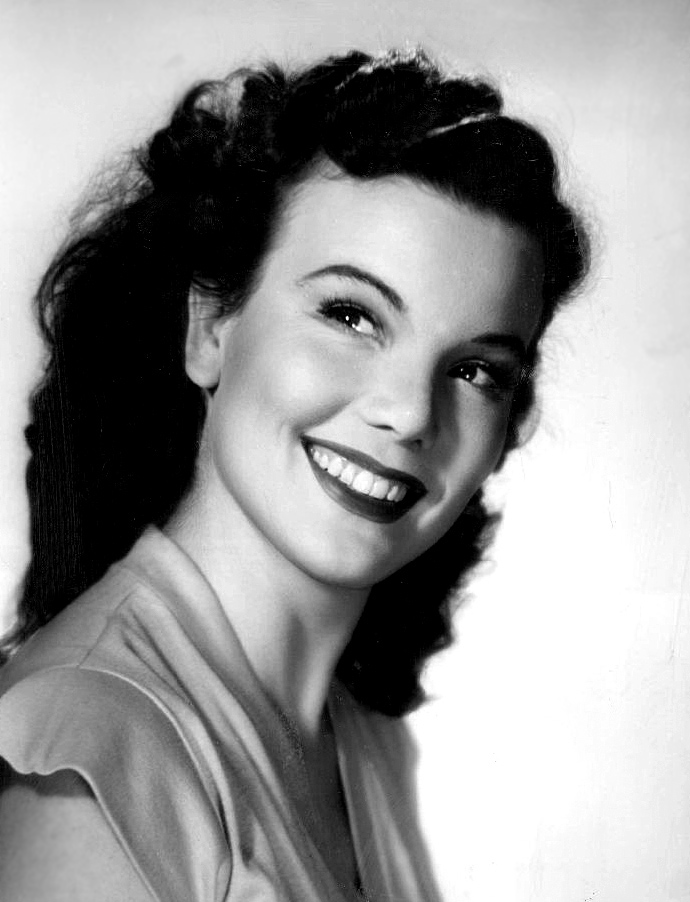
Nanette Fabray 1950.

Ruby Nanette Bernadette Theresa Fabares, dite Nanette Fabray, est une actrice américaine née le 27 octobre 1920 à San Diego (Californie) et morte le 22 février 2018 à Palos Verdes Estates en Californie,.

## Biographie

### Débuts

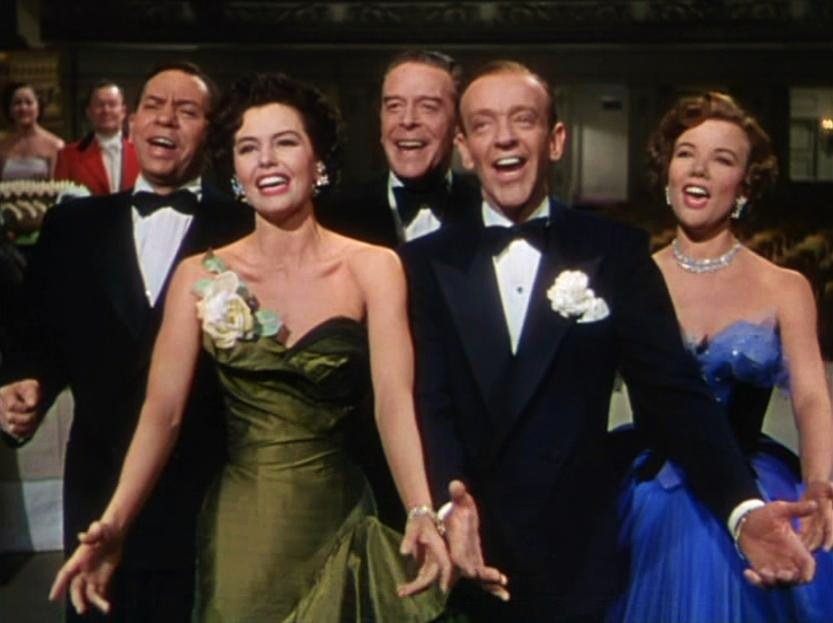
De droite à gauche : Nanette Fabray, Fred Astaire, Jack Buchanan, Cyd Charisse et Oscar Levant dans Tous en scène (1953)

Sur scène dès l'âge de quatre ans, Nanette Fabray apparaît pour la première fois au cinéma en 1924 dans le court métrage Cradle Robbers des Petites Canailles. Mais son véritable premier rôle sera celui d'une des dames d'honneur de Bette Davis dans La Vie privée d'Élisabeth d'Angleterre (1939).
Son rôle le plus marquant reste celui de la scénariste Lily Marton dans Tous en scène (1953), aux côtés de Fred Astaire, Cyd Charisse et Jack Buchanan. Son personnage est directement inspiré de Betty Comden, la partenaire du producteur Arthur Freed. Elle y danse notamment dans les numéros Triplets et Louisiana Hayride.
Elle débute à Broadway en 1941 dans la comédie musicale Let's Face It !. On la verra ensuite dans By Jupiter (1942), Bloomer Girl (1944), High Button Shoes (1947), Love Life (1948, pour lequel elle remporte un Tony Award), Make a Wish (1951) et Mr. President (1962, pour lequel elle est sélectionnée aux Tony Awards).
Elle est d'abord créditée sous le nom de Fabares. Elle change son nom de scène après un passage embarrassant à l'émission The Ed Sullivan Show où le célèbre présentateur, en lisant son carton, avait prononcé son nom « Fa-bare ass » (« Fa-cul nu »).

### Carrière télévisuelle
Nanette Fabray remporte trois Emmy Awards pour son rôle dans la série télévisée Caesar's Hour de 1954 à 1957. On la voit souvent dans des rôles de mère : dans Au fil des jours elle est la mère de d'Ann Romano, dans The Mary Tyler Moore Show celle de Mary Richards, et même la mère de sa propre nièce Shelley Fabares dans Coach.
On la voit aussi faire quelques apparitions dans The Carol Burnett Show, L'Homme à la Rolls, Love, American Style, Maude, La croisière s'amuse et Arabesque.
En 1961, elle joue le rôle principal de Westinghouse Playhouse, aussi appelé The Nanette Fabray Show, mais la série ne durera pas plus d'une saison.

### Vie privée
Son premier mari, Dave Tebet, était vice-président de la NBC.
Son second mari, le scénariste et réalisateur Ranald MacDougall (1915-1973), dont elle aura un enfant, reste connu pour les scénarios des films Le Roman de Mildred Pierce et Cléopâtre. Il était président de la Writers Guild of America au début des années 1970.

### Surdité
Nanette Fabray a su surmonter une importante surdité pour poursuivre sa carrière, et a longtemps soutenu les droits des sourds et malentendants.

## Hommage
Nanette Fabray possède une étoile sur le Hollywood Walk of Fame sur Hollywood Boulevard.

## Filmographie sélective
- 1939 : La Vie privée d'Élisabeth d'Angleterre (The Private Lives of Elizabeth and Essex) de Michael Curtiz : Margaret Radcliffe
- 1939 : A Child Is Born de Lloyd Bacon : Gladys Norton
- 1953 : Tous en scène (The Band Wagon) de Vincente Minnelli : Lily Martin
- 1964 : L'Homme à la Rolls (Burke's Law) (TV) : Rowena Coolidge (épisode Who Killed Cornelius Gilbert ?)
- 1964 : L'Homme à la Rolls (Burke's Law) (TV) : Amanda Tribble (épisode Who Killed Molly ?)
- 1969 : The Happy Ending : Agnes
- 1978 : Au fil des jours (One Day at a Time) (TV) : Grandma Katherine Romano (de 1978 à 1984)
- 1978 : La croisière s'amuse (The Love Boat) (TV) : Mitzy Monroe (épisode Isaac's Double Standard / One More Time / Chimpanzeeshines)
- 1979 : La croisière s'amuse (The Love Boat) (TV) : Maggie O'Brian (épisode Third Wheel / Grandmother's Day / Second String Mom)
- 1981 : Amy de Vincent McEveety : Malvina
- 1981 : La croisière s'amuse (The Love Boat) (TV) : épisode Take a Letter, Vicki / The Floating Bridge Game / The Joy of Celibacy
- 1991 : Arabesque (Murder, She Wrote) (TV) : Emmaline Bristow (épisode From the Horse's Mouth)